# Finnforsbodträsket
Finnforsbodträsket är en sjö i Skellefteå kommun i Västerbotten och ingår i Skellefteälvens huvudavrinningsområde. Sjön har en area på 0,686 kvadratkilometer och ligger 262,1 meter över havet. Sjön avvattnas av vattendraget Karsbäcken.

## Delavrinningsområde
Finnforsbodträsket ingår i det delavrinningsområde (719000-170627) som SMHI kallar för Ovan Kvarnbäcken. Medelhöjden är 266 meter över havet och ytan är 11,25 kvadratkilometer. Det finns inga avrinningsområden uppströms utan avrinningsområdet är högsta punkten. Karsbäcken som avvattnar avrinningsområdet har biflödesordning 2, vilket innebär att vattnet flödar genom totalt 2 vattendrag innan det når havet efter 107 kilometer. Avrinningsområdet består mestadels av skog (61 procent) och sankmarker (24 procent). Avrinningsområdet har 0,68 kvadratkilometer vattenytor vilket ger det en sjöprocent på 6,1 procent.